# Allium stamineum
Allium stamineum — вид трав'янистих рослин родини амарилісові (Amaryllidaceae), поширений у західній Азії та Греції.

## Опис
Цибулина яйцеподібна, ≈ 0.75–1.5 см діаметром; зовнішні оболонки чорнуваті або попелясто-сірі, перетинчасті, порвані на смужки. Стебло 10–35 см, з вигинами, як правило, кремезне. Листків 3–4, ниткоподібні, 0.5–1 мм завширшки, часто завдовжки із стебло, голі. Зонтик 3–5 см діаметром, зазвичай багатоквітковий, розлогий. Квітконіжки дуже нерівні, в кілька разів довші від оцвітини. Оцвітина коротко напівсферично-дзвінчаста; сегменти фіолетово-рожеві, 3.5–5 мм, зовнішні довгасті, округлі на верхівці, внутрішні вузько яйцеподібні, тупі. Пиляки жовті. Коробочка округло-трикутна, 3 мм. 2n=16.

## Поширення
Зростає на Східно-Егейських островах та у західній Азії — Кіпр, Єгипет [Синай], Іран, Ірак, Ізраїль, Йорданія, Ліван, Сирія, Туреччина, Вірменія, Азербайджан.
У Туреччині вид населяє узлісся хвойних лісів, дуже сухі круті скелі, сухі кам'янисті схили, поля під паром.